# Metasuchmaschine

Aufbau einer Metasuchmaschine

Eine Metasuchmaschine ist eine Suchmaschine, deren wesentliches Merkmal darin besteht, dass sie eine Suchanfrage an mehrere andere Suchmaschinen gleichzeitig weiterleitet, die Ergebnisse sammelt und aufbereitet. Eine Metasuchmaschine besitzt keinen eigenen Index. Suchmaschinen, die Suchanfragen an andere Suchmaschinen weiterleiten und gleichzeitig einen eigenen Index besitzen, werden als Hybride bezeichnet.

## Geschichte
Die erste Websuchmaschine namens MetaCrawler programmierten 1995 Erik Selberg und Oren Etzioni im Rahmen eines Forschungsprojektes an der University of Washington (USA). Ein Jahr später entwickelten Mitarbeiter des Regionalen Rechenzentrums für Niedersachsen (RRZN) unter Leitung von Wolfgang Sander-Beuermann mit MetaGer die erste deutsche Metasuchmaschine.
Weitere Metasuchmaschinen sind DuckDuckGo und FindFind.it.
Einige vormals eigenständige Suchmaschinen, etwa WebCrawler und die amerikanische Ausgabe von Excite, sind inzwischen ebenfalls als Metasuchmaschinen tätig.
Die aktuelle Generation der Metasuchmaschinen erlaubt auch Syntaxübersetzungen, so dass auch komplexere Suchanfragen an die jeweils angesprochenen Suchmaschinen abgesetzt werden können.

## Technik
Die Ergebnisse können einfach nacheinander angeordnet werden. Verbreiteter sind teilweise komplexe Nachbearbeitungen, wie
- Aggregation von Dubletten (gleicher Fund in mehreren Suchmaschinen wird nur einmal angezeigt, Beeinflussung des Bewertungsmechanismus),
- Bewertung bzw. Rangordnung der Ergebnisse,
- Berücksichtigung der Reihenfolge, in der die Ergebnisse von den einzelnen Suchmaschinen geliefert wurden (Suchmaschinenranking),
- Gruppierung der Ergebnisse.

Die Ergebnisse werden dann meist einheitlich, einer Suchmaschine entsprechend, dargestellt.
Metasuchmaschinen haben keinen Zugriff auf die Indexe der Quellsuchmaschinen und damit auch nicht auf die in deren Indexen enthaltenen Informationen, die ein Ranking nach Relevanzkriterien unterstützen. Die Quellsuchmaschinen liefern lediglich eine Ergebnisliste an die Metasuchmaschine zurück.
Traditionell muss der Server der Metasuchmaschine auf die Antworten aller Suchdienste warten, an die er die Suche weitergegeben hat, um erst dann mit der Ergebnisdarstellung zu beginnen. Daraus ergeben sich Verzögerungen gegenüber einer normalen Suchmaschine. Um dem zu begegnen, kann eine jeweils beim Eintreffen verschiedener Suchergebnisse aktualisierte Anzeige erfolgen oder langsam reagierende Suchmaschinen von der Suche ausgeschlossen werden.
Umgangssprachlich werden auch Suchmaskensammlungen als Metasuchmaschinen bezeichnet. Der Unterschied ist jedoch, dass Suchmaskensammlungen die Ergebnisse in jeweils einzelnen externen Fenstern auf der Originaloberfläche der jeweiligen Suchmaschine anzeigen und nicht wie Metasuchmaschinen die Ergebnisse zusammenführen. Zu diesen Suchmaskensammlungen gehört u. a. der vormals ebenfalls eigenständige HotBot.

## Rechtliche Zulässigkeit
Nach einer Entscheidung des EuGH sind Metasuchmaschinen dann rechtswidrig, wenn ein der durchsuchten Plattform vergleichbares Suchformular angeboten wird, die Suchanfragen „in Echtzeit“ weitergeleitet werden, die Suchergebnisdarstellung Dubletten zusammenführt und die durchsuchte Plattform mit der Verwendung nicht einverstanden ist. Angesichts der Begründung der Entscheidung steht das Geschäftsmodell von eigenmächtigen (fremde Datenbestände ohne vertragliche Vereinbarung abfragenden) Such- und Datenanalysediensten grundsätzlich in Frage. Das Urteil entspricht im deutschen Urheberrecht im Wesentlichen dem Schutze von Datenbankwerken, deren Schutzanspruch aus der Zusammenstellung zum Gesamtwerk abgeleitet wird und eine schutzwürdige Leistung ist, auch wenn einzelne Bestandteile nicht schutzwürdig wären.